# Karmoterol
Karmoterol (INN; razvojni kodovi TA-2005 i CHF-4226) je nekateholni eksperimentalni agonist b adrenoreceptora ultra dugog dejstva (ultra-LABA) koji je bio u kliničkim ispitivanjima pre 2010. godine, nakon čega je povučen iz daljeg razvoja na osnovu dokaza da jedinjenje ne poseduje kompetitivni profil.
Preliminarne studije su pokazale da trajanje njegovog dejstva premašuje 24 sata nakon udisanja 3 μg. Farmakološki profil ovog leka je uključivao činjenicu da je njegova potentnost u izolovanoj traheji zamorca veća nego kod formoterola i salmeterola. On je preko 100 puta selektivniji za bronhijalne mišiće nego za tkiva miokarda.